# エノコロフサカツギ
エノコロフサカツギ Atubaria heterolopha は、翼鰓類に属する動物の1種。丸い体に触手を持つ小さな動物で、本群中で唯一の単独生活をする種である。ただしその記載以降に発見が無く、存在を疑問視する声もある。

## 特徴
ソラマメ形の本体部に、細長い柄を持ち、体前端に触手腕がならぶ。本体部の長さは0.9mm程度の小さな動物である。生きた状態では赤褐色。本体部はこの群の基本通り、前中後の3部からなる。前体部の頭盤は扁平な盤状で、中央に赤い条線があって前後に区分されている。中体部は頸部で短く狭く、肥厚しており、その背側には4対の触手腕がある。触手腕には両側面に細かな触手が並び、全体は羽形をなす。触手腕は前後2列に配置し、その基部は互いに繋がる。触手腕のうち、前列中央の1対は他より長く、またその先端部分には細かな触手が無く、その部分の表面は疣状の突起で覆われる。後体部は幹体でその前方側面両側に1対の鰓裂が開き、また背面前方に肛門が開く。肛門から幹体の後端までは0.6mm程度。それ以降に続く管状の柄部は本体部分の2-3倍の長さを持つ。

## 生態など
本種はただ1度しか発見されていない。1935年、相模湾の城ヶ島の西方沖合、水深200-300mのドレッジで採集され、ヒドロ虫の1種、Dycoryne coniferta に付着した状態で発見された。雌個体のみが発見されている。また、1個体で独立した形をしており、棲管に入っていない裸の姿で発見されたことから、棲管を作らずに単独生活をし、また無性生殖をしないものと推定される。この時発見された個体には触手腕が2対しかなく、しかも触手もなかったものが含まれていたことから、これが幼体であると考えられる。
ちなみに、採集された本種個体は観察中に頭のヒドロ虫に喰われるのが確認された。

## 分類
本種はその体の構造がエラフサカツギ属 Cephalodiscus のものに似ていることから、これに近縁なものと考えられる。だが、この属のものは棲管に住み、無性生殖で集団を形成するものであり、属内の分類にはこの棲管の構造が重視される。そのため、エラフサカツギ科 Caphalodiscidae に本種のみの属であるエノコロフサカツギ属を認める。

## 疑念
本種は上記のように棲管を持たず、単独生活をしているものと推定されている。しかし、これは本群ではきわめて特異なものである。本群の現生種は全て無性生殖を行い、互いに連結した群体か、寄り集まった集団をなし、膜質か寒天質の棲管をもっており、上記のような裸の単独生活は本種1種しか知られていない。
本種は最初の発見以降、全く採集されていない。ただし、タイプ標本は存在しており、本種の存在自体は間違いない。しかしながら、本種が実は棲管に住む普通の翼鰓類であり、何らかの理由で裸且つ単独の形で発見されたのではないかとの疑念は示されている。本群については20世紀中にはその後に日本各地で2種が発見されてきた。さらに2003年、相模灘の別地域でエラフサカツギ属の新種となるべき種が発見された。それはもちろん棲管に住み、柄部で連結した群体を形成するものであった。だが、柄部で繋がっていること以外では、その個虫の形態は本種にきわめて類似していた。このことから、本種がこの種が何らかの理由でバラバラになり、棲管から抜け落ちた形で発見されたのではないか、との可能性が示唆されている。現在、この点についての検討と調査が行われているという。